# Armin Mueller-Stahl
Armin Mueller-Stahl (Tilsit, Prusia Oriental; 17 de diciembre de 1930) es un actor alemán.

## Biografía

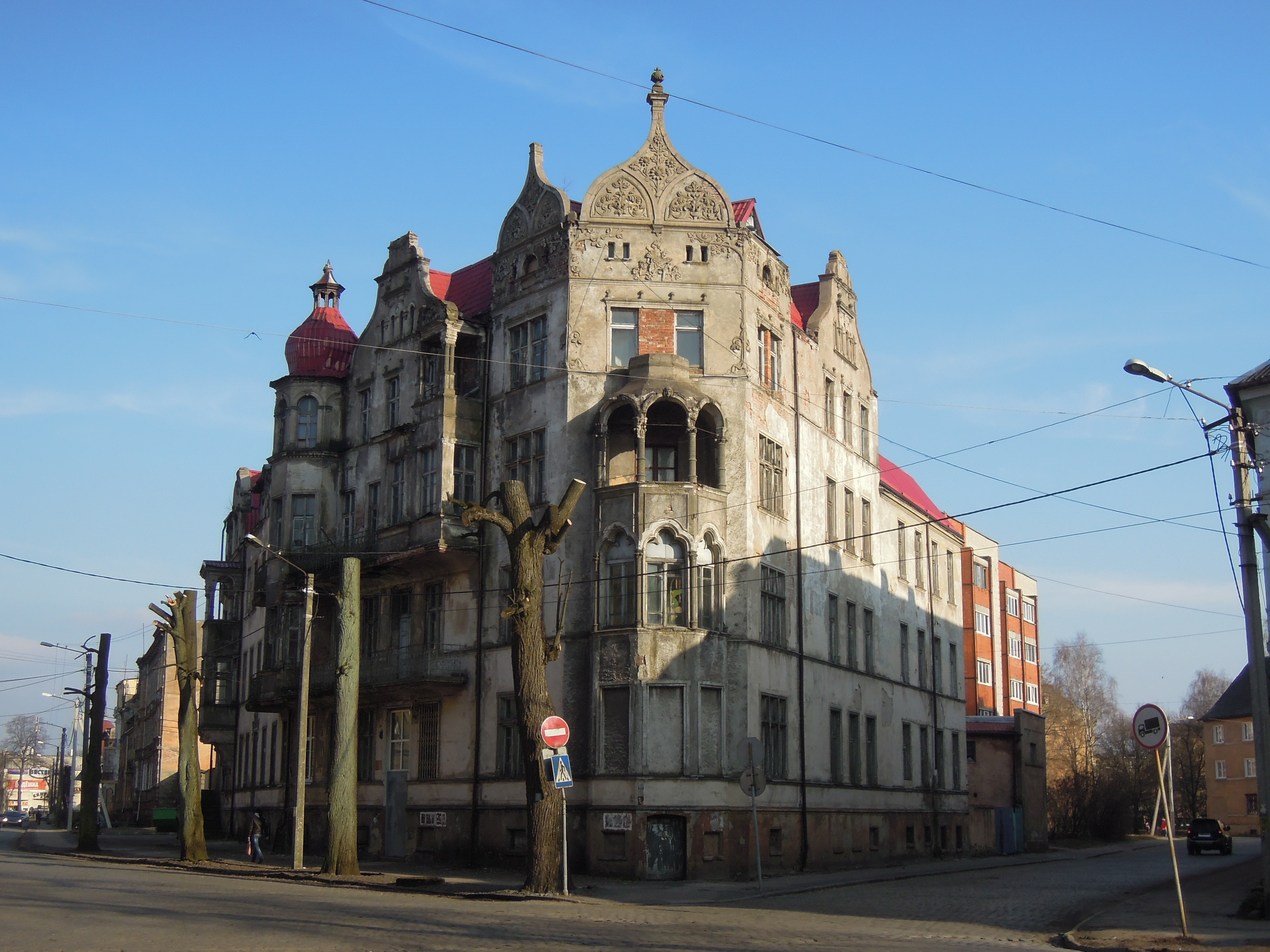
El lugar de nacimiento de Armin Mueller-Stahl en Tilsit (actual Sovetsk) y que ha sido un edificio catalogado desde 2010

Fue hijo de Editta y Alfred Mueller-Stahl, un funcionario de banca de origen noble báltico. Aunque fue un notable violinista de concierto durante su adolescencia, dio un giro a su vida para dedicarse a la actuación en la ciudad de Berlín Este en 1950.
A pesar de éxitos en esta primera etapa como actor en Alemania Oriental fue puesto en la lista negra por el gobierno, emigrando a Alemania Occidental en 1980. Gracias a su talento encontró trabajo en la industria cinematográfica de Alemania Occidental, apareciendo en películas como Lola (1981) y La ansiedad de Veronika Voss (1982), de Rainer Werner Fassbinder, Eine Liebe in Deutschland, de Andrzej Wajda (1984), Bittere Ernte de Agnieszka Holland (1985) y Oberst Redl, de István Szabó (1985). 
Mueller-Stahl ensanchó su carrera con su trabajo en la película estadounidense La caja de música (Music Box, 1989), como el padre del personaje de Jessica Lange. Posteriormente aceptó papeles de carácter fuerte en Kafka, de Steven Soderbergh, y Night on Earth, de Jim Jarmusch, ambas de 1991. También se le recuerda por su papel como el general soviético responsable de los Estados Unidos ocupados en la miniserie de televisión de la ABC Amerika (1987). Su papel protagonista en Avalon (1990) es también memorable.
Consiguió el Oso de plata al mejor actor en el Festival Internacional de Cine de Berlín de 1992 por su interpretación en Utz y fue nominado para el Óscar al mejor actor de reparto por Shine (1996), dirigida por Scott Hicks. Gespräch mit dem Biest (1996) fue su primera película como director. Tras ello trabajó en la nueva versión de 12 Angry Men (1997) y en la serie de TV The X-Files, como el científico alemán Conrad Strughold.
A principios de los años 2000, Mueller-Stahl cosechó buenas críticas por su interpretación de Thomas Mann en una producción alemana histórica sobre la Familia Mann y en 2004 hizo otra incursión en la televisión estadounidense, como estrella invitada en cuatro episodios de la serie The West Wing como el primer ministro de Israel. En 2007 participa en la cinta Promesas del Este, volviendo a cosechar excelentes críticas por su papel de jefe mafioso. También cabe destacar su actuación en Ángeles y demonios como el cardenal Strauss. Curiosamente, en 2008 interpretó a uno de los personajes protagonistas de la célebre obra maestra de Thomas Mann Los Buddenbrook en la película del mismo nombre.

## Premios y distinciones
Premios Óscar
| Año  | Categoría              | Trabajo nominado | Resultado |
| ---- | ---------------------- | ---------------- | --------- |
| 1996 | Mejor actor de reparto | Shine            | Candidato |

Premios del Sindicato de Actores
| Año  | Categoría     | Trabajo nominado | Resultado |
| ---- | ------------- | ---------------- | --------- |
| 1996 | Mejor reparto | Shine            | Candidato |